# Ляховка (Крым)
Ляховка (укр. Ляхівка, крымскотат. Lâhovka, Ляховка) — исчезнувшее село в Ленинском районе Республики Крым, располагавшееся на северо-востоке района и Керченского полуострова, включённое в состав Осовин, сейчас — западная часть села.

### История
Время основания селения пока не установлено: на верстовой карте Крыма 1896 года уже обозначено селение Ляховка с 9 дворами с русским населением. Другие данные о поселениях Керчь-Еникальского градоначальства дореволюционного периода пока недоступны, упоминается толькл в «Памятной книжке Керчь-Еникальского градоначальства на 1913 год».
После установления в Крыму Советской власти, по постановлению Крымревкома, 25 декабря 1920 года из Феодосийского уезда был выделен Керченский (степной) уезд, Керчь-Еникальское градоначальство упразднили, Постановлением ревкома № 206 «Об изменении административных границ» от 8 января 1921 года была упразднена волостная система и в составе Керченского уезда был создан Керченский район в который вошло село (в 1922 году уезды получили название округов). 11 октября 1923 года, согласно постановлению ВЦИК, в административное деление Крымской АССР были внесены изменения, в результате которых округа были отменены и основной административной единицей стал Керченский район. Согласно Списку населённых пунктов Крымской АССР по Всесоюзной переписи 17 декабря 1926 года, в селе Ляховка, Еникальского сельсовета Керченского района, числилось 15 дворов, из них 14 крестьянских, население составляло 83 человека, все украинцы. Постановлением ВЦИК «О реорганизации сети районов Крымской АССР» от 30 октября 1930 года (по другим сведениям 15 сентября 1931 года) Керченский район упразднили и село включили в состав Ленинского, а, с образованием в 1935 году Маяк-Салынского района (переименованного 14 декабря 1944 года в Приморский) — в состав нового района. На подробной карте РККА Керченского полуострова 1941 года в Ляховке обозначено 20 дворов, есть Ляховка и на последней предвоенной карте 1942 года.
Время слияния сёл пока не установлено, вероятно, это произошло до 1954 года, поскольку в списках объединённых после этой даты населённых пунктов не значится.